# Prostitution en Corée du Nord
La prostitution en Corée du Nord est illégale et n'est pas perceptible par les visiteurs du pays. Certaines femmes nord-coréennes qui migrent en Chine sont impliquées dans la prostitution.

## Historique
La prostitution est officiellement interdite en Corée du Nord. Mais dans les grandes villes, des motels, des salons de massage et des salons de soin de la peau ont été ouverts et la prostitution s'y développe discrètement. Selon le journaliste Martin Sieff, il y a 25 000 prostituées en Corée du Nord, mais rien ne permet de confirmer cette hypothèse. Utilisant le témoignage de déserteurs de l'armée Nord coréenne, Martin Sieff indique que de nombreux militaires du pays sont porteurs de maladies sexuellement transmissibles. Selon un réfugié : « Depuis le début mars (2012), il y a eu une augmentation drastique du nombre de femmes qui vendent leur corps juste pour manger ».
WikiLeaks révèle qu'un hôtel de la capitale de la Corée du Nord,  Pyongyang,  a offert à un touriste sud-coréen une prostituée pour avoir des relations sexuelles. Le document de 2007, indique que dans l'Hôtel international Yanggakdo un journaliste et des sud coréens se sont vus proposer des massages pour 35 dollars. Ayant demandé plus, un client a rencontré une prostituée pour 100 dollars.
Les Kippumjo (기쁨조, gippeumjo, pouvant se traduire par « groupe(s) de plaisir », « escouade de plaisir », « brigade de plaisir », ou « division de la joie ») sont constitués de groupes d'environ 2 000 femmes et jeunes filles qui serait au service du chef d'État de la Corée du Nord dans le but de fournir du plaisir, principalement de nature sexuelle, et de divertir les hauts fonctionnaires du Parti du travail de Corée et leurs familles, ainsi que, occasionnellement, des invités de marque. Ces jeunes femmes sont en général mariées à l'âge de 25 ans.
Des femmes Nord-Coréennes réfugiées en Chine y sont victimes d’exploitation sexuelle. Ces femmes sont soumises à l'esclavage sexuel par les Chinois de souche ou les Chinois d'origine coréennes , la prostitution forcée dans les bordels ou par les sites de sexe d'Internet, ou un service sexuel contraint comme hôtesses dans des boîtes de nuit ou des bars de karaoké. Une prostitution forcée s’est développée sur Internet, les clients viennent de la Corée du Sud.